# Северинов, Кузьма Антипович
Кузьма Антипович Северинов (14 ноября 1931, Хохол-Тростянка — 12 сентября 1996, Киев) — украинский советский деятель, заслуженный шахтер, Герой Социалистического Труда. Депутат Верховного Совета СССР 6-11-го созывов.

## Биография
Родился в селе Хохол-Тростянка (теперь Острогожского района Воронежской области Российская Федерация) в крестьянской семье. Образование среднее.
С 1947 года — колхозник колхоза имени Чкалова Воронежской области. В 1951 — 1954 г. — служил в Военно-Морском Флоте СССР.
В 1954 — 1958 г. — рабочий очистного забоя, бригадир бригады рабочих очистного забоя шахты № 5-6 имени Димитрова треста «Красноармейскуголь» Сталинской области (ныне г. Мирноград Донецкой области).
В 1957 году вступил в КПСС.
С 1958 г. — бригадир комплексной бригады рабочих очистного забоя шахты № 5-6 имени Димитрова производственного объединения «Красноармейскуголь» Донецкой области.
Потом — на пенсии.

## Награды
- Герой Социалистического Труда (1960)
- орден Ленина
- два ордена Трудового Красного Знамени
- орден Октябрьской революции
- медали
- заслуженный шахтер Украинской ССР (1965)

## Ссылка
- Кузьма Антипович Северинов. Сайт «Герои страны».
- [leksika.com.ua/19530403/ure/severinov Украинская советская энциклопедия]